# Leipziger Parkeisenbahn
| Dampfzug im Bahnhof Auensee |                      |                       |                       |
| Streckenlänge: | 1,9 km               |                       |                       |
| Spurweite: | 381 mm (Liliputbahn) |                       |                       |
| |                      |                       |                       |
| \| \| 1,5 \| Gustav-Esche-Straße \| Gustav-Esche-Straße \| \| \| 1,8 \| Posten 3 \| Posten 3 \| \| \| 0,0 \| Auensee \| Auensee \| \| \| \| Posten 1 \| \| \| \| \| Haus am See \| \| \| \| 0,5 \| Blockstelle Elsteraue \| Blockstelle Elsteraue \| \| \| 0,6 \| Elsteraue \| Elsteraue \| \| \| \| Leipziger Güterring \| \| |                      |                       |                       |
| Strecke von links · Haltepunkt / Haltestelle quer · Strecke von rechts | 1,5                  | Gustav-Esche-Straße   | Gustav-Esche-Straße   |
| Strecke · Bahnübergang | 1,8                  | Posten 3              | Posten 3              |
| Strecke geradeaus · Bahnhof | 0,0                  | Auensee               | Auensee               |
| Strecke · Bahnübergang |                      | Posten 1              | Posten 1              |
| Haltepunkt / Haltestelle · Strecke |                      | Haus am See           | Haus am See           |
| Strecke · Blockstelle | 0,5                  | Blockstelle Elsteraue | Blockstelle Elsteraue |
| Strecke nach links · Haltepunkt / Haltestelle quer · Strecke nach rechts | 0,6                  | Elsteraue             | Elsteraue             |
| Strecke unter Wasserlauf Anfang Hochstrecke und quer · Strecke Ende Hochstrecke und quer · Strecke quer |                      | Leipziger Güterring   | Leipziger Güterring   |

Die Leipziger Parkeisenbahn, auch Parkeisenbahn Auensee genannt, ist eine Liliputbahn, die um den im Leipziger Stadtteil Wahren gelegenen Auensee auf einem Rundkurs von 1,9 Kilometer Länge verkehrt.
Die Bahn wurde im August 1951 eröffnet und war bis zur Deutschen Wiedervereinigung 1990 eine Pioniereisenbahn der Deutschen Demokratischen Republik. Der Fahrbetrieb wird hauptsächlich durch Kinder und Jugendliche gewährleistet. Betreiber der Parkeisenbahn Leipzig ist der Verein Parkeisenbahn Auensee.

## Geschichte

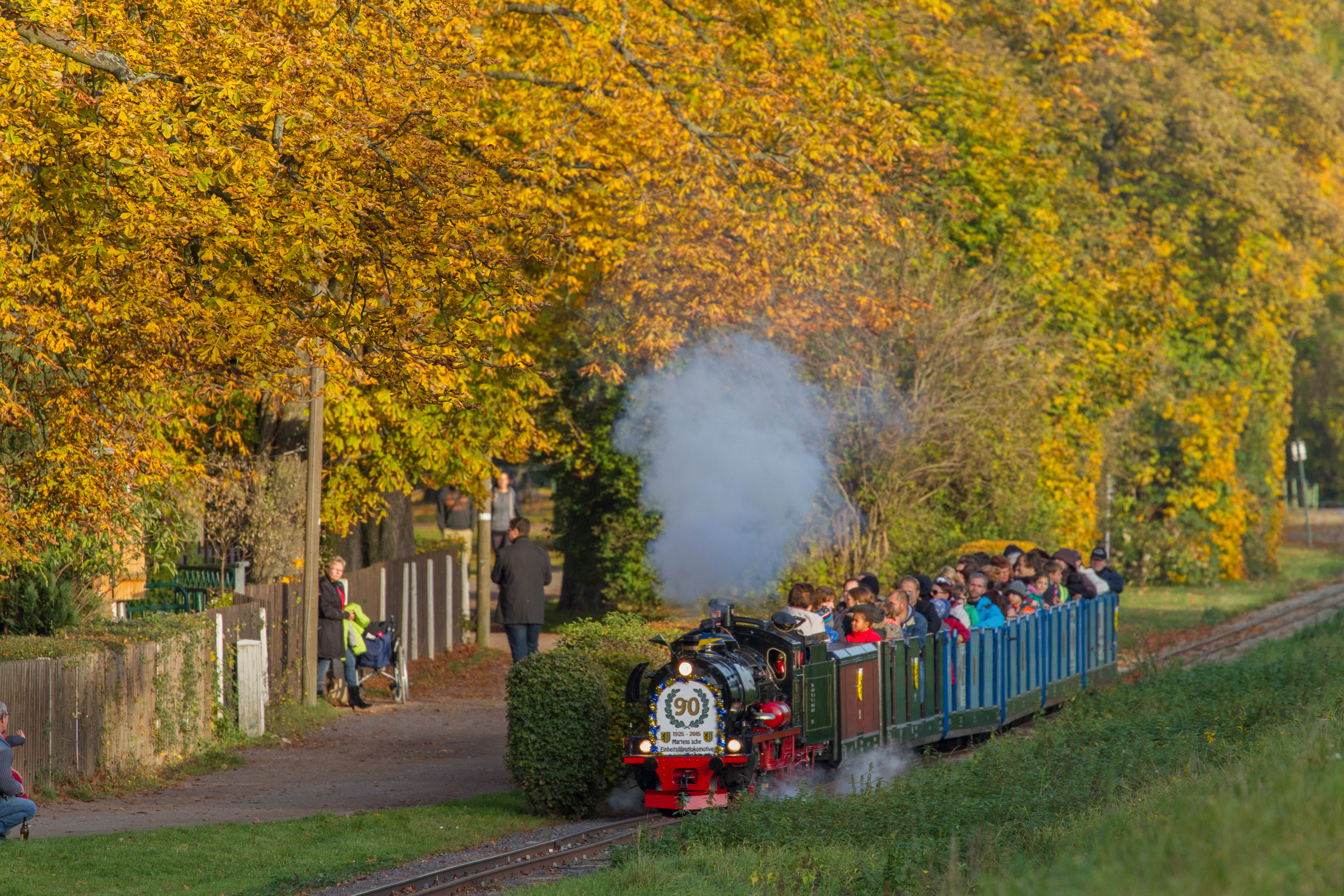
90 Jahre Martens´sche Einheitsliliputlokomotive

Im Oktober 1950 erfolgte der erste Spatenstich für die Rundstrecke um den Auensee. Leipzigs Pioniereisenbahn wurde am 5. August 1951 nach der in Dresden als zweite Pioniereisenbahn der Spurweite 381 mm in der DDR eröffnet. Zu dieser Zeit wurden vier Wagen und eine Dampflokomotive eingesetzt. Sie kamen von der Erich Brangsch GmbH Klein- und Feldbahnen Leipzig-Engelsdorf (zur DDR-Zeit: VEB Baumechanik Engelsdorf), die sich 1928 in Leipzig-Engelsdorf angesiedelt hatte.
Im Sommer 1954 musste wegen Hochwasser der Fuhrbetrieb für fünf Wochen eingestellt werden.
1988 wurden im Reichsbahnausbesserungswerk Dresden acht neue Personenwagen sowie ein Versorgungswagen, der zur Druckluft- und Stromerzeugung dient und in Dampfzüge eingestellt wird, gebaut. Um die neuen Wagen unterzubringen, wurden in diesem Zuge die Abstellanlagen der Bahn erweitert. Später wurden zwei der vier älteren Wagen verschrottet, die anderen zwei Wagen gingen zur Parkeisenbahn Dresden. Diese wurden dort später zu einem Flach- bzw. zu einem Gerätewagen umgebaut.
Am 26. Mai 1995 erhielt die Parkeisenbahn eine zur Elektroakkumulatorenlokomotive umgebaute ehemalige Diesellok der Waldeisenbahn Muskau.
Am 5. August 2021 hat die Parkeisenbahn ihr 70-jähriges Jubiläum. Seit ihrer Gründung hat die Bahn mehr als fünf Millionen Fahrgäste befördert.

## Fahrzeuge
Bei der Leipziger Parkeisenbahn sind als Lokomotiven die Dampflok 03 002 und eine Elektroakkulok im Einsatz. Es existieren acht Personenwagen und ein Güterwagen zur Strom- und Drucklufterzeugung für den Dampfzug aus dem Jahre 1988.

### Dampflokomotive03 002

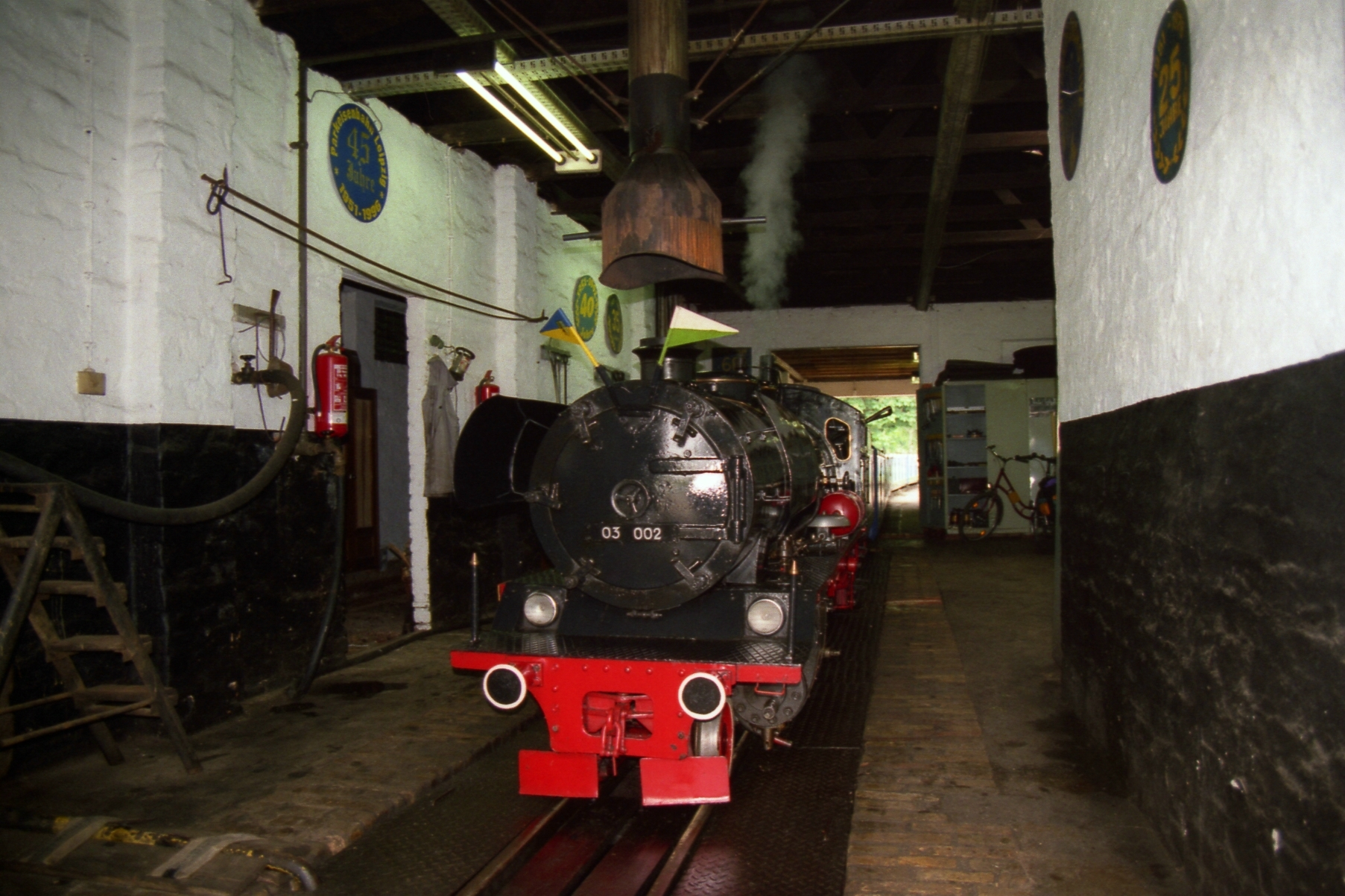
Lokomotive 03 002

Im Jahr 1923 begann das Zeitalter der Minilokomotiven: Oberingenieur Roland Martens entwickelte und fertigte Maschinen, die etwa im Maßstab 1:3,33
einer Schnellzuglokomotive der Baureihe 01 oder 03 glichen. Im Jahr 1925 wurden für die Münchner Verkehrsausstellung solche Lokomotiven gebaut. 1928 erwarb das Ausstellungsmaterial die Firma Erich Brangsch (VEB Baumechanik Engelsdorf) aus Leipzig.
Die Dampflokomotive 03 002 (ursprünglich 002, später 03 215) wurde 1925 bei der Lokomotivfabrik Krauss & Comp. gebaut. Die Fabriknummer lautete 8352. Zunächst wurde die Lokomotive bei verschiedenen Ausstellungen, unter anderem in Dresden, eingesetzt, bis sie während des Zweiten Weltkriegs zusammen mit einigen Wagen und den Loks 001-Lisa sowie 003-Moritz von der gleichen Bauart, die heute bei der Dresdner Parkeisenbahn verkehren, in einem Steinbruch bei Kamenz abgestellt wurde.
Die Stationen der Lokomotive waren:
- 1925: Deutsche Verkehrs-Ausstellung in München
- 1926: Rheinische Bahngesellschaft AG für Messe „GESOLEI“ in Düsseldorf
- 1928: Einsatz auf der Messe „PRESSA“ in Köln
- 1928: Kauf von Erich Brangsch, Leipzig (Feldbahn-Unternehmen) mit Einsätzen in mehreren Städten Europas
- 1940: Einlagerung in einem Steinbruch bei Kamenz
- 1945: Aufarbeitung bei VEB Baumechanik in Leipzig-Engelsdorf
- seit Juni 1950: Kindereisenbahn Dresden
- Juli bis August 1950: Gartenausstellung Erfurt
- August 1951: Pioniereisenbahn Leipzig
- seit 1990: Parkeisenbahn Leipzig
- Mai 2003, Juni 2010, September 2015: Gasteinsatz bei der Parkeisenbahn Dresden[7]

1965 wurde die Lok in ihrem Aussehen der Baureihe 03 angepasst, so wurde der Schienenräumer entfernt und Puffer angebracht.
Die Lokomotive 03 002 ist mit einer Druckluftbremse und einer Handbremse ausgestattet.
| Baujahr             | 1925                                  |
| Hersteller          | Krauss & Co. AG München               |
| Achsfolge           | 2´C1´ (Pacific)                       |
| Länge über Kupplung | 7430 mm (einschließlich Tender)       |
| Dienstgewicht       | 8,1 t (einschließlich Tender)         |
| Betriebsdruck       | 13 bar(at)                            |
| Leistung            | 22 kW                                 |
| Geschwindigkeit     | 30 km/h                               |
| Bremsen             | Druckluftbremse & Handbremse (Tender) |

### Elektroakkulokomotive

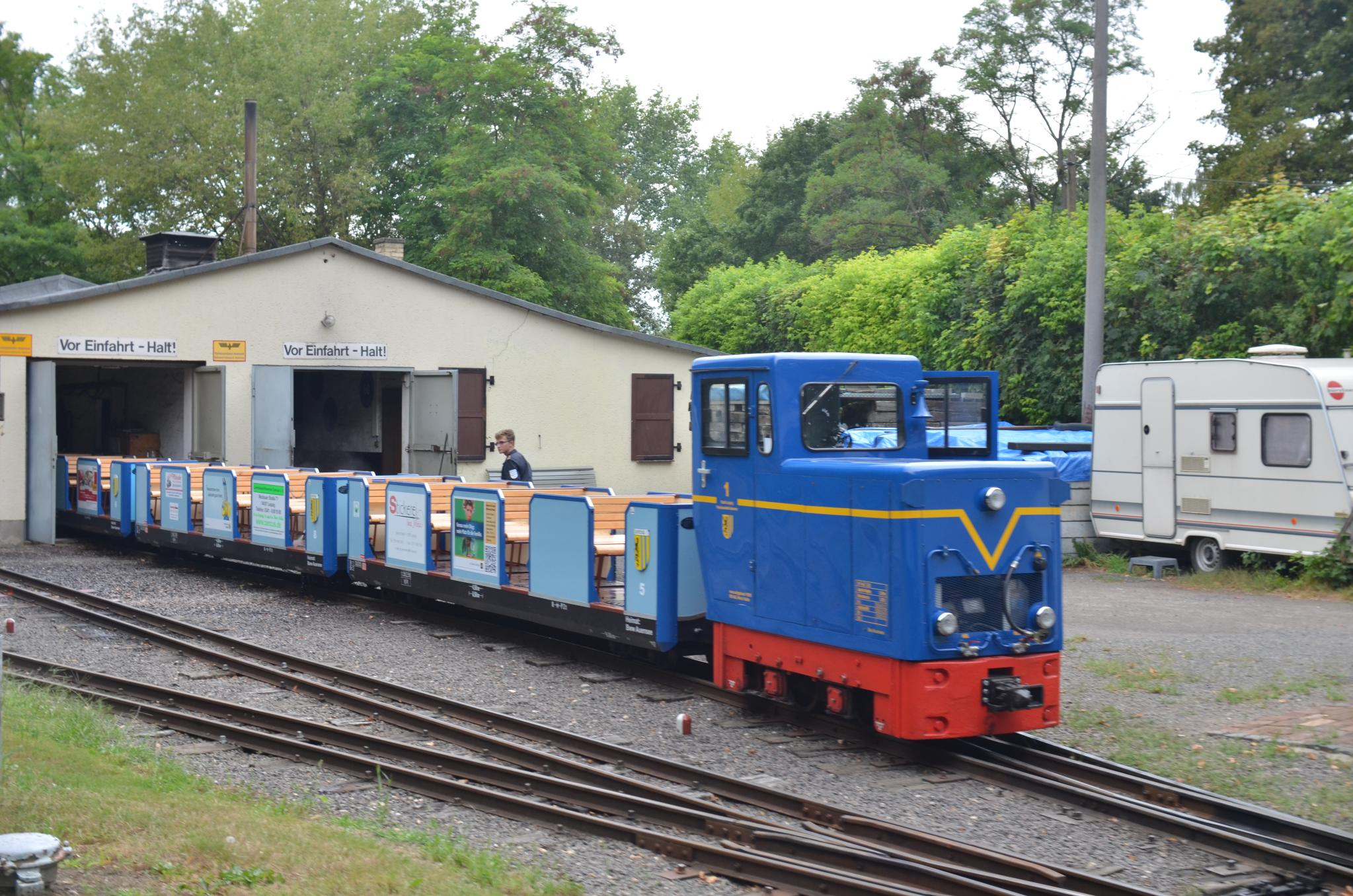
Elektroakkulokomotive

Neben der Dampflok verkehrt bei der Leipziger Parkeisenbahn eine Elektroakkulok, die 1995 durch Umbau einer ehemaligen, 1958 gebauten, Diesellokomotive der Waldeisenbahn Muskau entstand. Diese Lok ist wie die Dampflokomotive 03 002 mit einer Druckluftbremse ausgestattet. Diese wurde nach der Hauptinstandsetzung (HI) umlackiert und hat nun die Farbe rot.
| Baujahr             | Umbau 1995 (1958)                                                                                                |
| Hersteller          | Deutsche Bahn AG, Werk Halle/Saale, Basis: Feldbahndiesellok Typ NS 1b, (600 mm Spur) der Muskauer Waldeisenbahn |
| Achsfolge           | B |
| Länge über Kupplung | 3080 mm |
| Dienstgewicht       | 3,85 t |
| Fahrspannung        | 80 V |
| Leistung            | 8 kW |
| Geschwindigkeit     | 13,5 km/h |
| Bremsen             | Druckluftbremse & Federspeicherbremse                                                                            |

### Wagen
Bei der Leipziger Parkeisenbahn existieren zurzeit neun betriebsfähige Wagen. Dies sind acht 1988 gebaute Personenwagen, die Druckluft-gebremst sind und je 16 Plätze besitzen, sowie ein Güterwagen, der in Dampfzüge hinter die Lok eingestellt wird und ebenfalls 1988 gebaut wurde. Dieser liefert durch einen Kompressor Druckluft für die Bremsen des Zuges und durch einen Generator Strom.
Vormals existierten auch vier Personenwagen aus dem Jahre 1925, von denen nach dem Bau der acht neuen Personenwagen zwei verschrottet wurden und die anderen zwei Wagen zur Parkeisenbahn Dresden gingen. Diese wurden dann dort später zu einem Flach- bzw. zu einem Gerätewagen umgebaut.
| Wagen                    | Personenwagen Nr. 1-4*      | Personenwagen Nr. 5-12        | Techn. Betriebswagen Nr. 13 |
| ------------------------ | --------------------------- | ----------------------------- | --------------------------- |
| Baujahr                  | 1925                        | 1988/89                       | 1988                        |
| Hersteller               | Wumag Görlitz               | RAW Dresden                   | RAW Dresden                 |
| Achsfolge                | 2´2´                        | 2´2´                          | 2´2´                        |
| Länge über Kupplung      | 6500 mm                     | 6500 mm                       | 4139 mm                     |
| Gewicht (ohne Fahrgäste) | 1,20 t                      | 1,35 t                        | 2,32 t                      |
| Raddurchmesser           | 190 mm                      | 220 mm                        | 220 mm                      |
| Bremse                   | Saugluftbremse & Handbremse | Druckluftbremse mit Notbremse | Druckluftbremse             |
| Anzahl Sitzplätze        | 16 Erw. bzw. 24 Kinder      | 16 Erw. bzw. 24 Kinder        | -                           |

(*) Personenwagen Nr. 1-4 wurden 1989 ausgemustert, 2 Wagen wurden verschrottet und 2 Wagen wurden an die Parkeisenbahn Dresden abgegeben (sie wurden dort in Arbeitswagen umgebaut)

## Bilder

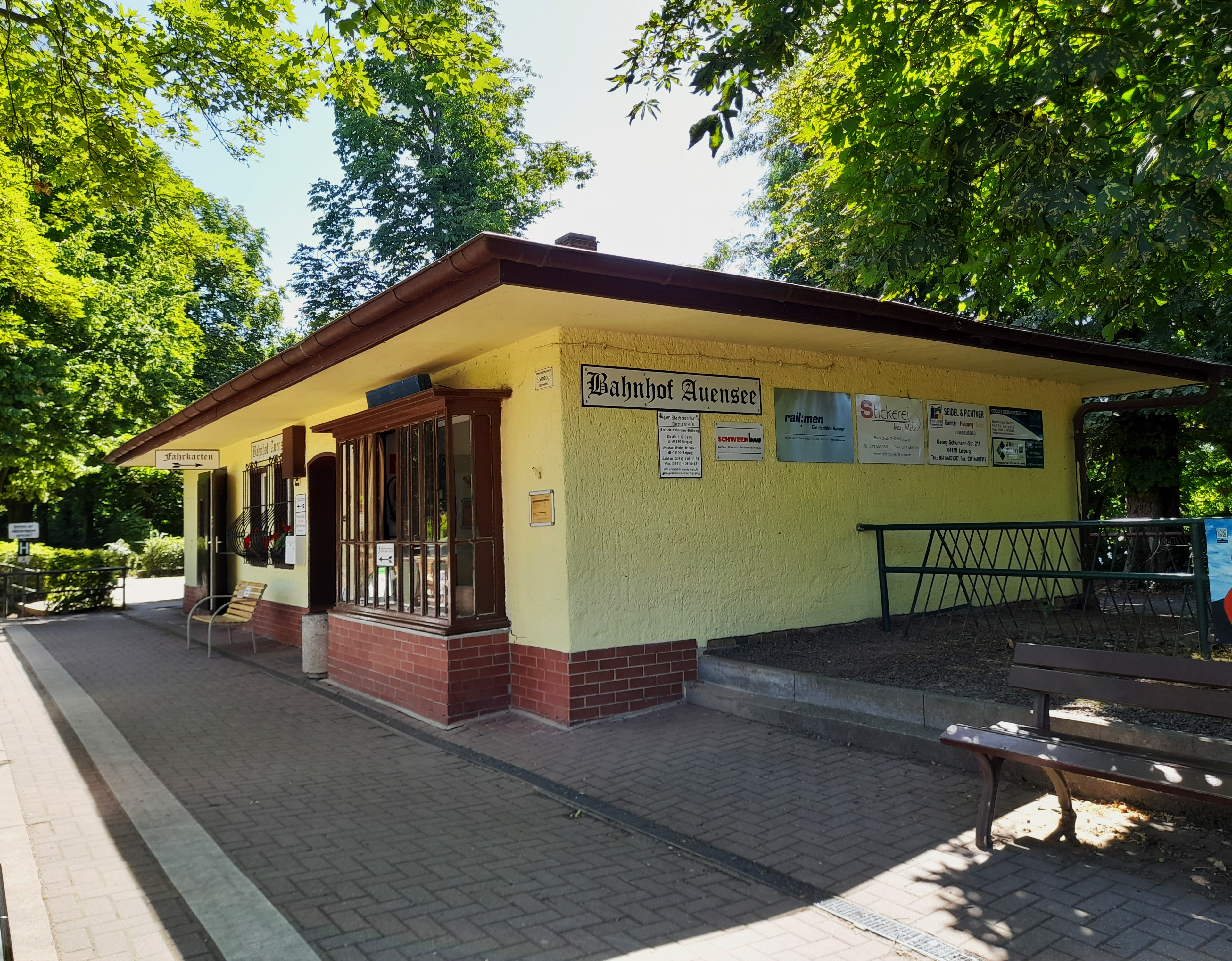
Bahnhof Auensee, Empfangsgebäude (Gleisseite) (2025)
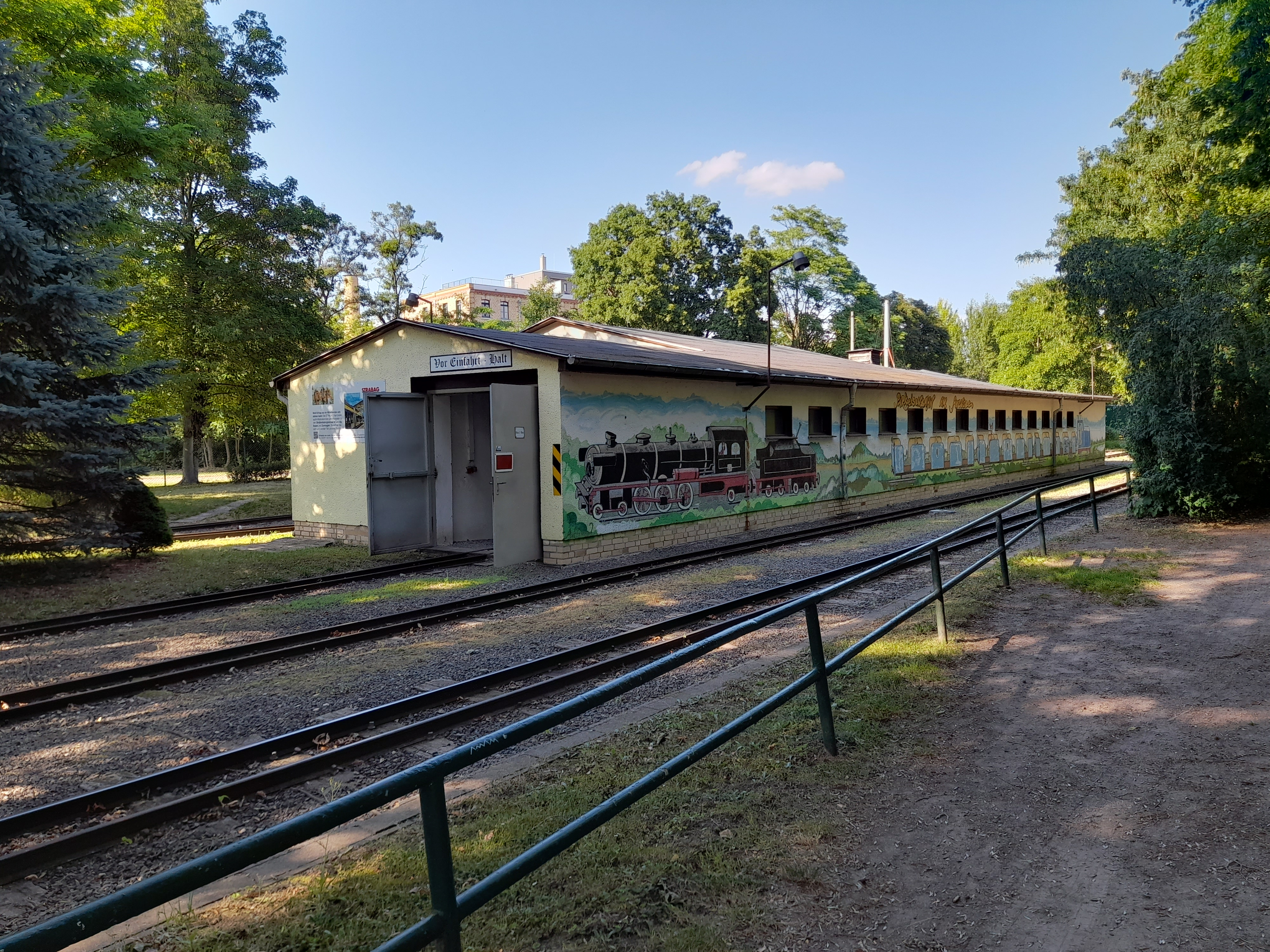
Bahnhof Auensee, Lokschuppen (2025)
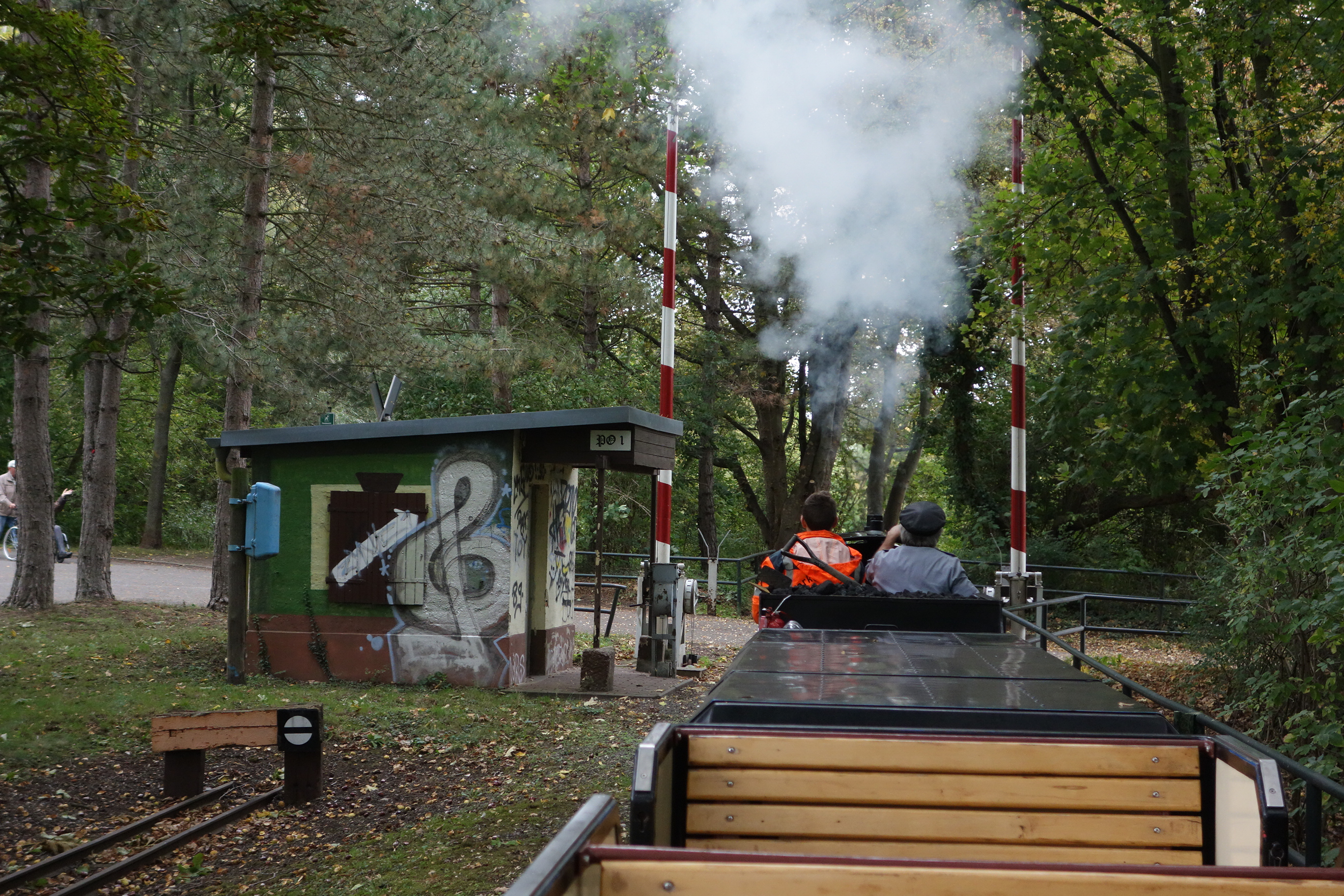
Posten 1 (2019)
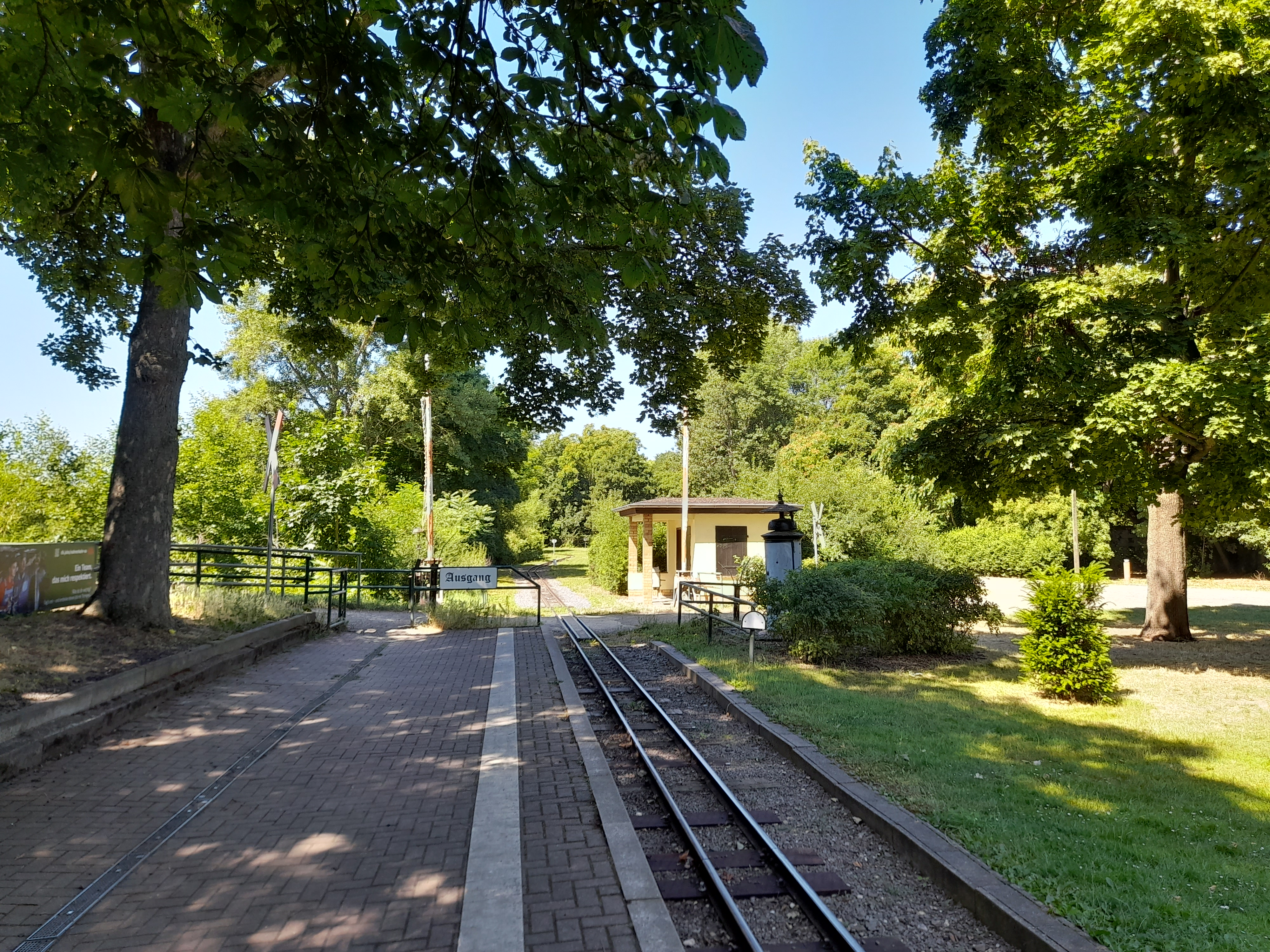
Posten 3 (2025)

## Veröffentlichung
- Mario Beck: Auf schmaler Spur vom Auensee bis nach Leutzsch. Vor 65 Jahren startete die heutige Parkeisenbahn mit 1,9 Kilometern Streckenlänge. Eigentlich sollte der Nachfolger des Luna-Expresses viel weiter fahren. Leipziger Volkszeitung online sowie in der Druckausgabe, 28. Dezember 2016, S. 23